# Bergen-Belsen-Prozess

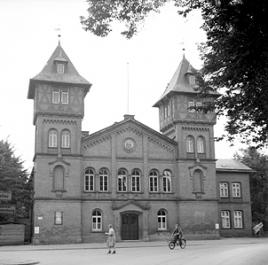
Prozessort: Lüneburg, alte MTV-Turnhalle, Lindenstraße 30

Bereits im September 1945 fand der erste Bergen-Belsen-Prozess (englisch Belsen Trial – Trial against Josef Kramer and 44 others) gegen deutsche Kriegsverbrecher statt, der von einem britischen Militärgericht vom 17. September bis zum 17. November 1945 in der Turnhalle Lindenstraße 30 in Lüneburg durchgeführt wurde. Angeklagt waren SS-Angehörige sowie einige Kapos des KZ Bergen-Belsen, die von der britischen Armee nach der Übergabe des Lagers Mitte April 1945 festgenommen wurden. Vor der Festnahme wurden drei SS-Männer bei Fluchtversuchen erschossen und einer verübte Suizid. Von den etwa 77 festgenommenen Angehörigen des Lagerpersonals starben 17 bis zum 1. Juni 1945 an Typhus.
Im Gegensatz zu zwei weiteren Bergen-Belsen-Prozessen stieß dieser erste Kriegsverbrecher-Prozess auf deutschem Boden auch international auf großes Interesse und wurde von rund 200 Journalisten und Prozessbeobachtern verfolgt. In diesem Prozess wurden auch Taten mitverhandelt, die Beschuldigte zuvor im KZ Auschwitz-Birkenau verübt hatten, und eine breitere Öffentlichkeit erfuhr dabei von Selektionen, Gaskammern und Krematorien.

## Anklage
Angeklagt wurden 48 Mitglieder der ehemaligen Lagerverwaltung, denen Kriegsverbrechen vorgeworfen wurden. Drei beschuldigte SS-Männer schieden wegen Krankheit vor der Verhandlung aus (Nikolas Jenner, Paul Steinmetz und Walter Melcher). Die verbleibenden 45 Angeklagten teilten sich auf in 17 männliche Angehörige der SS, 16 SS-Aufseherinnen und 11 Funktionshäftlinge. Elf der SS-Aufseherinnen waren erst seit 1944 tätig gewesen und vorher von Industriefirmen für Außenlager von Auschwitz angeworben worden. Die meisten Beschuldigten waren erst ab Februar 1945 in Bergen-Belsen eingetroffen, manche auch nur zwei Tage vor der Befreiung dort angekommen.

## Angeklagte
Zu den Angeklagten im Prozess gehörten unter anderem:
- Josef Kramer, Lagerkommandant im KZ Bergen-Belsen, zuvor Lagerkommandant des KZ Auschwitz-Birkenau.
- Fritz Klein, Lagerarzt im KZ Bergen-Belsen, der bei Selektionen und Deportationen aktiv mitwirkte.
- Franz Hößler, stellvertretender Lagerkommandant im KZ Bergen-Belsen, zuvor Schutzhaftlagerführer in dem KZ Auschwitz-Birkenau und dem KZ Dora-Mittelbau.
- Johanna Bormann, KZ-Aufseherin in Bergen-Belsen und Auschwitz, bekannt als „the woman with the dog,“ wie alle Aufseherinnen, Mitglied des SS-Gefolges.
- Elisabeth Volkenrath, zuvor Oberaufseherin im KZ Auschwitz.
- Irma Grese, in Auschwitz u. a. Kommandoführerin. Ihr unterstanden bis zu 30.000 weibliche Häftlinge, zuletzt Arbeitsdienstführerin im KZ Bergen-Belsen.
- Stanisława Starostka, zur Gehilfin der Lagerverwaltung aufgestiegene Insassin, von den Häftlingen als „Stana die Prüglerin“ gefürchtet.
- Erich Zoddel, Lagerältester. Wurde wegen Mordes einer Frau am 17. April im Lager Belsen bereits in einem weiteren Prozess am 31. August in Celle zum Tode verurteilt.
- Hertha Bothe, nach diversen kurzzeitigen Tätigkeiten als Aufseherin leitete sie das Waldkommando.
- Peter Weingärtner, fungierte als Blockführer im Frauenlager.
- Hilde Lohbauer, gehörte dem Arbeitsdienst an und beaufsichtigte Arbeitskommandos.
- Ansgar Pichen, Leiter der Lagerküche, er wurde beschuldigt, mehrere Häftlinge erschossen zu haben.
- Helena Kopper, Funktionshäftling
- Franz Stärfl, leitete im April 1945 den Todesmarsch vom KZ-Außenlager Kleinbodungen in das KZ Bergen-Belsen
- Wilhelm Dörr, Stellvertreter von Franz Stärfl
- Oskar Schmitz, war Häftling in diversen KZs und kam am 10. April in Bergen-Belsen an.
- Ignatz Schlomowicz, Funktionshäftling.
- Karl Francioh, er wurde im Prozess beschuldigt, mehrere Frauen mit seiner Pistole erschossen zu haben.
- Hertha Ehlert, wegen Beihilfe zum Totschlag.

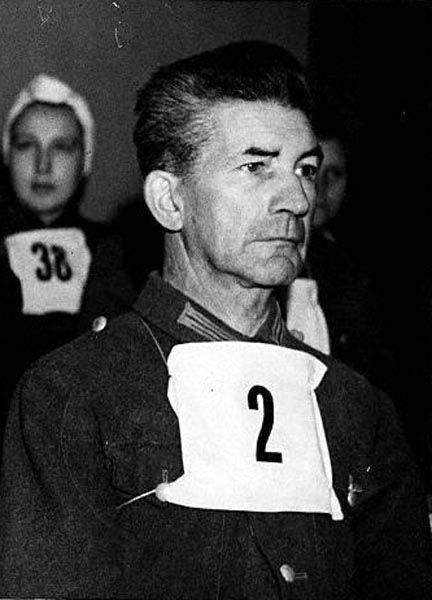
Fritz Klein als Angeklagter im Bergen-Belsen-Prozess
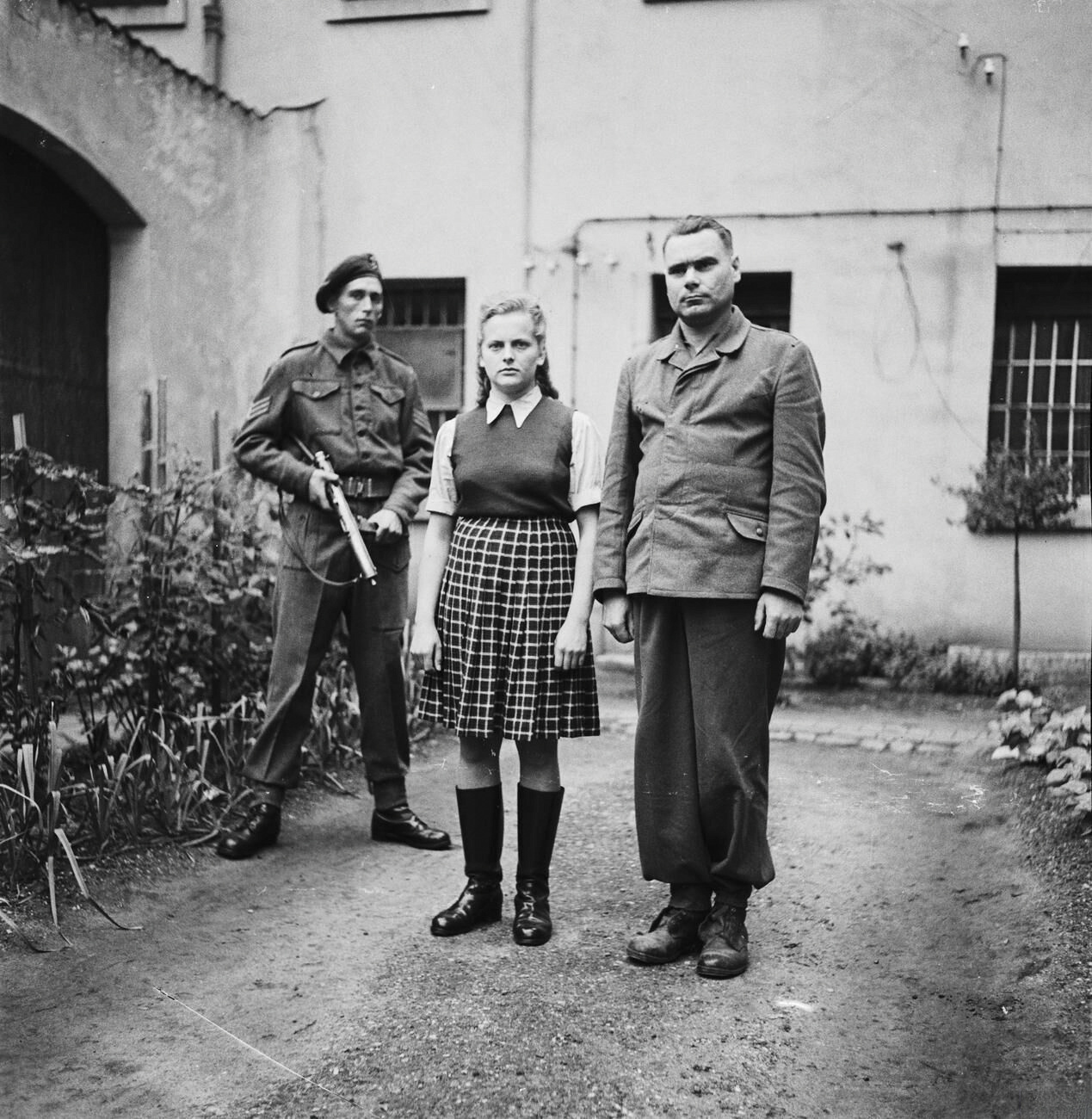
Irma Grese und Josef Kramer im Gefängnishof in Celle im August 1945
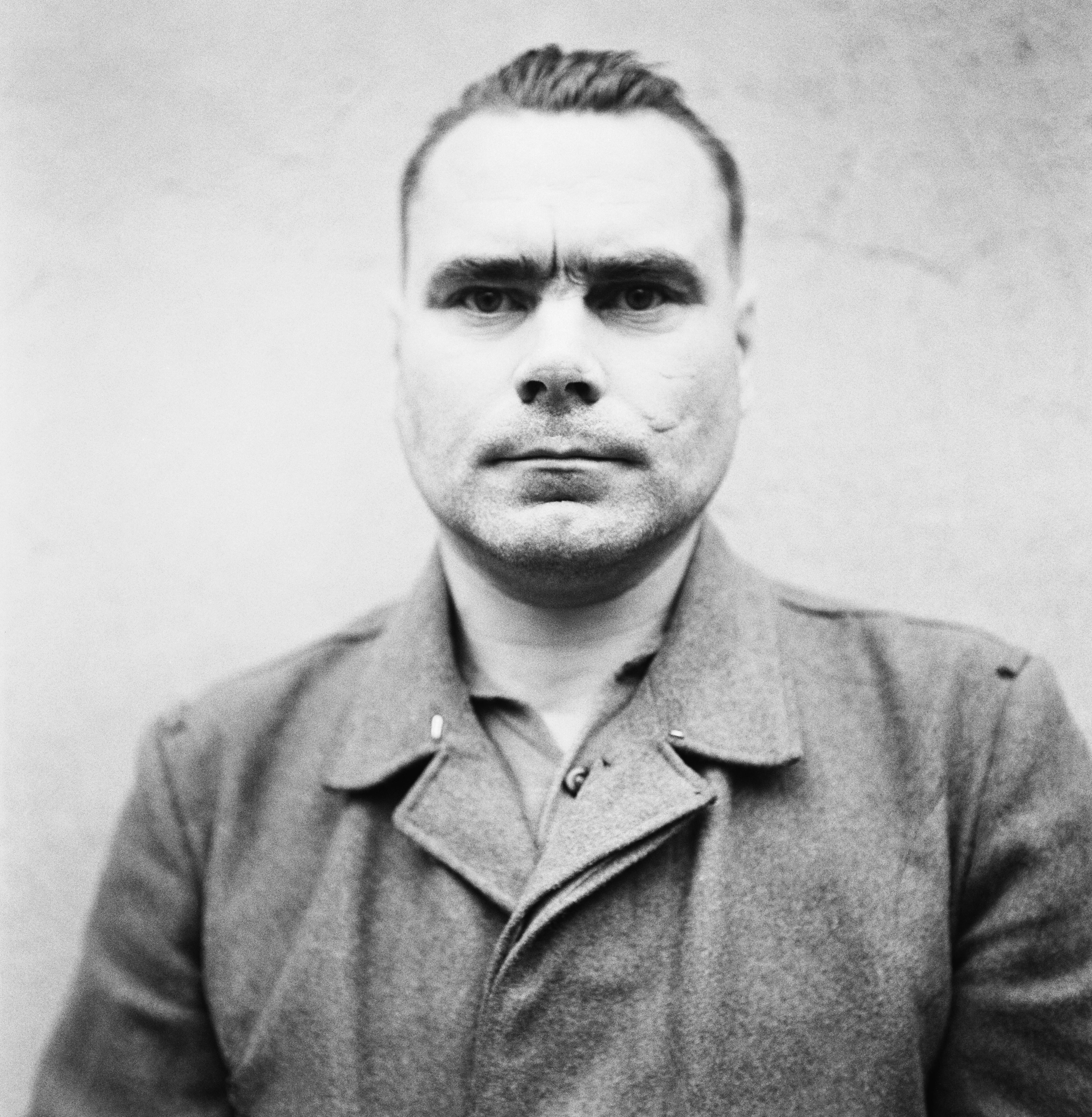
Josef Kramer im August 1945
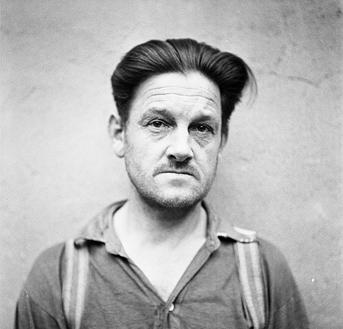
Franz Hößler im August 1945
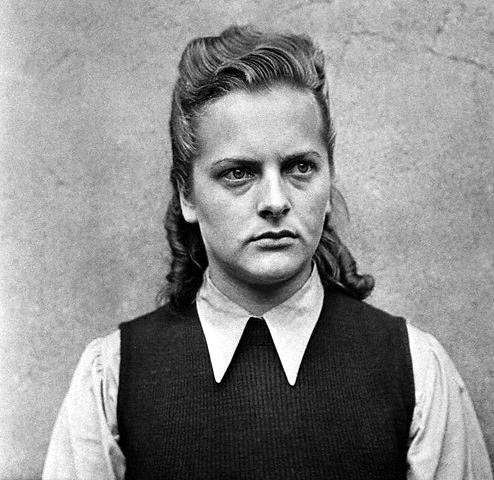
Irma Grese im August 1945
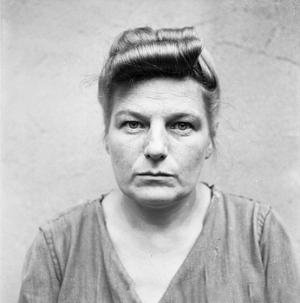
Hertha Ehlert im August 1945
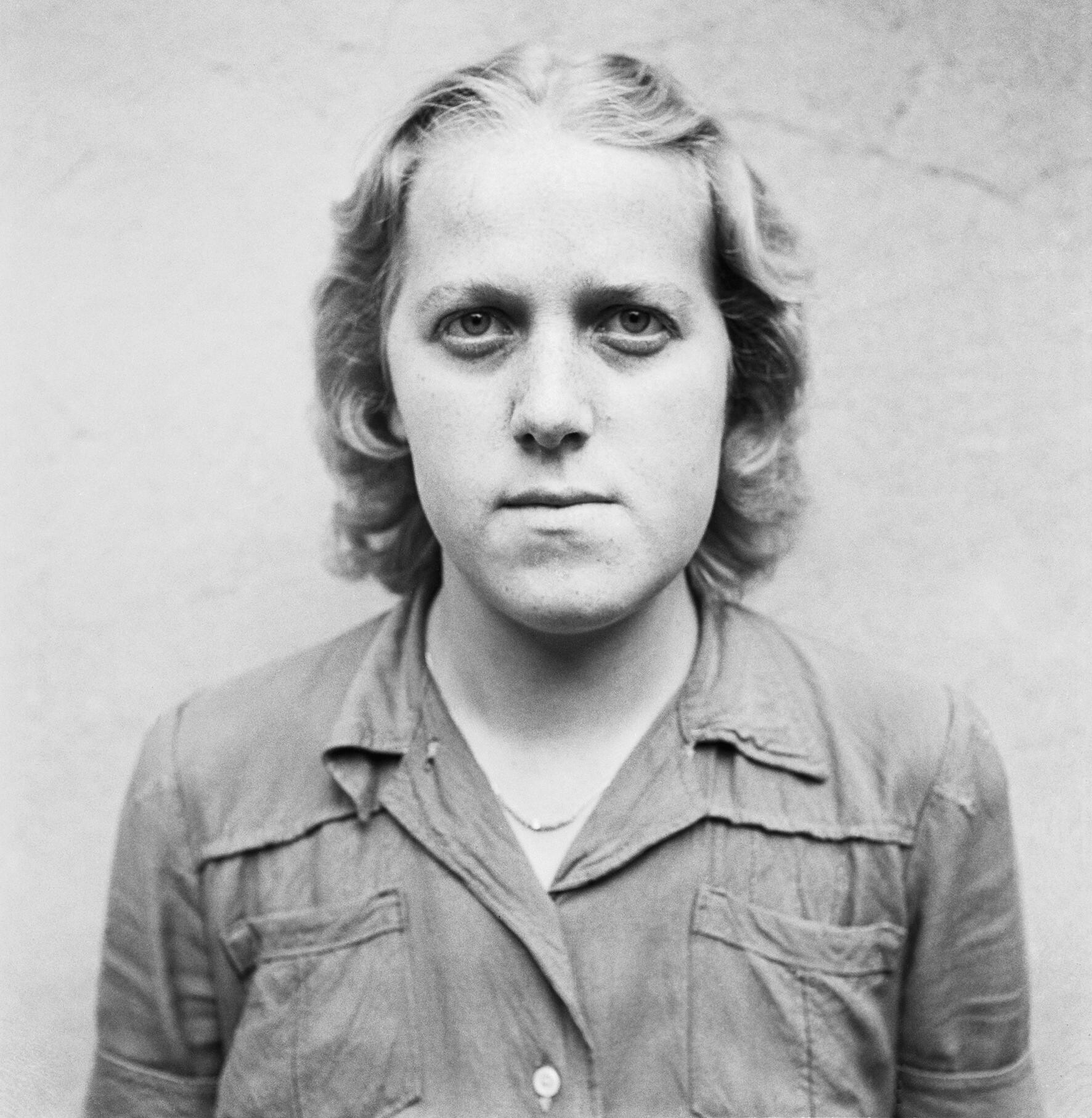
Hertha Bothe im August 1945
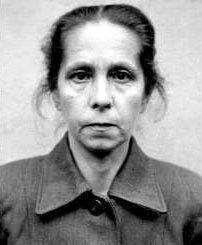
Johanna Bormann im August 1945
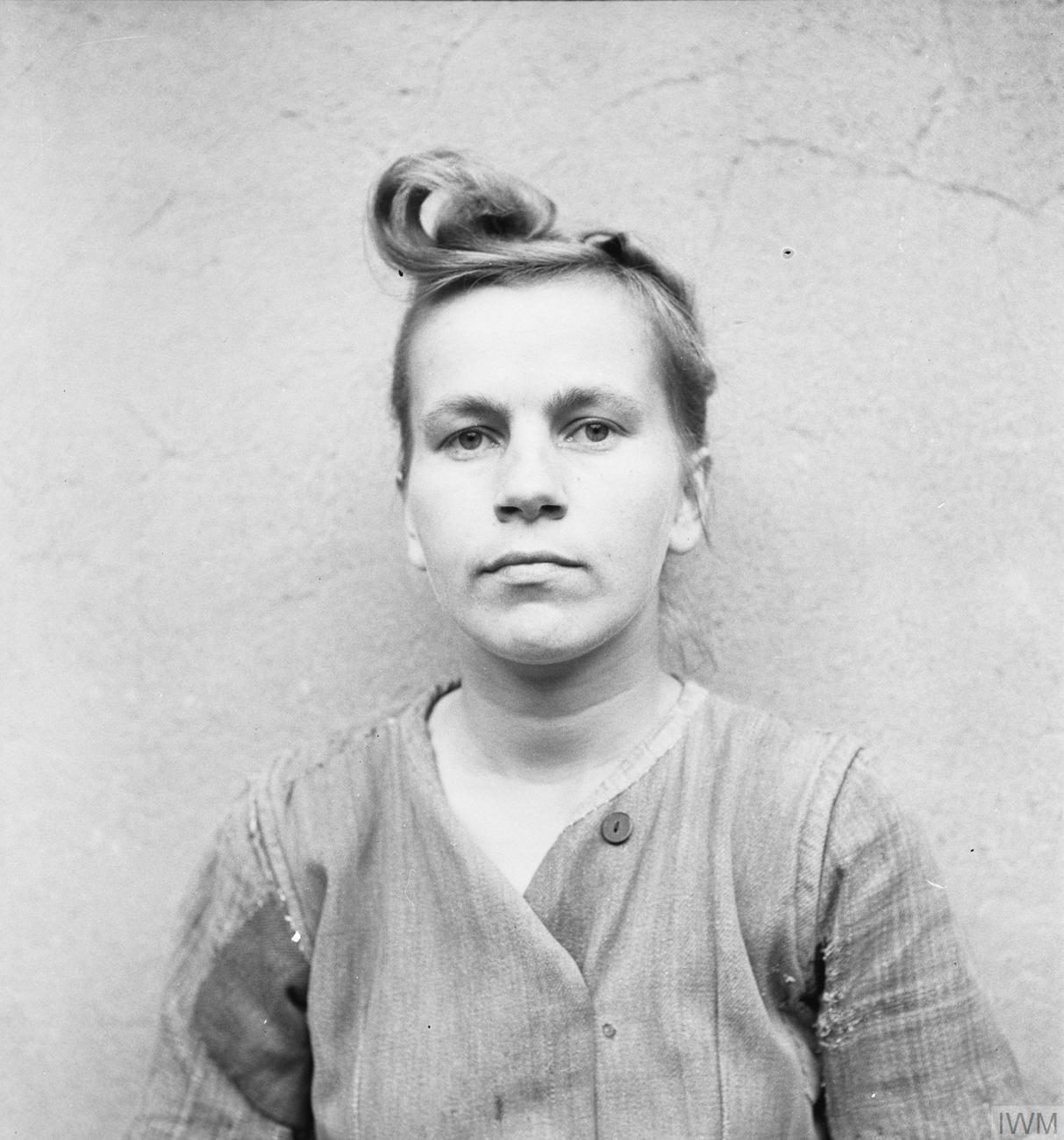
Elisabeth Volkenrath im August 1945
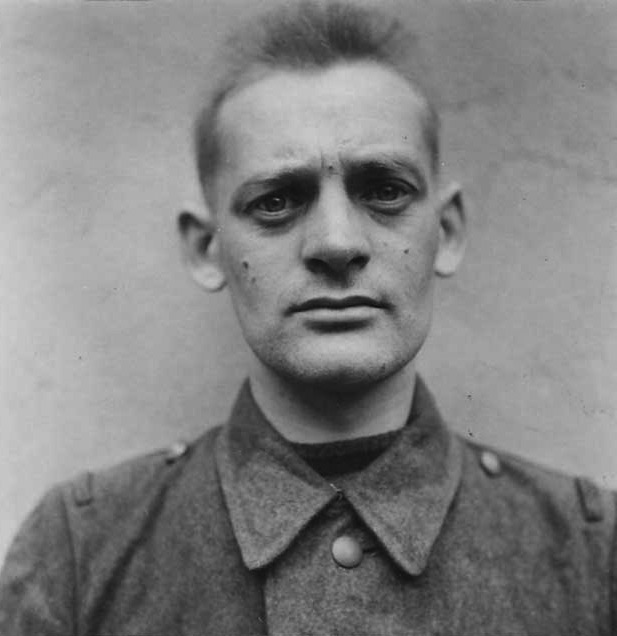
Franz Stärfl alias Franz Stofel im August 1945
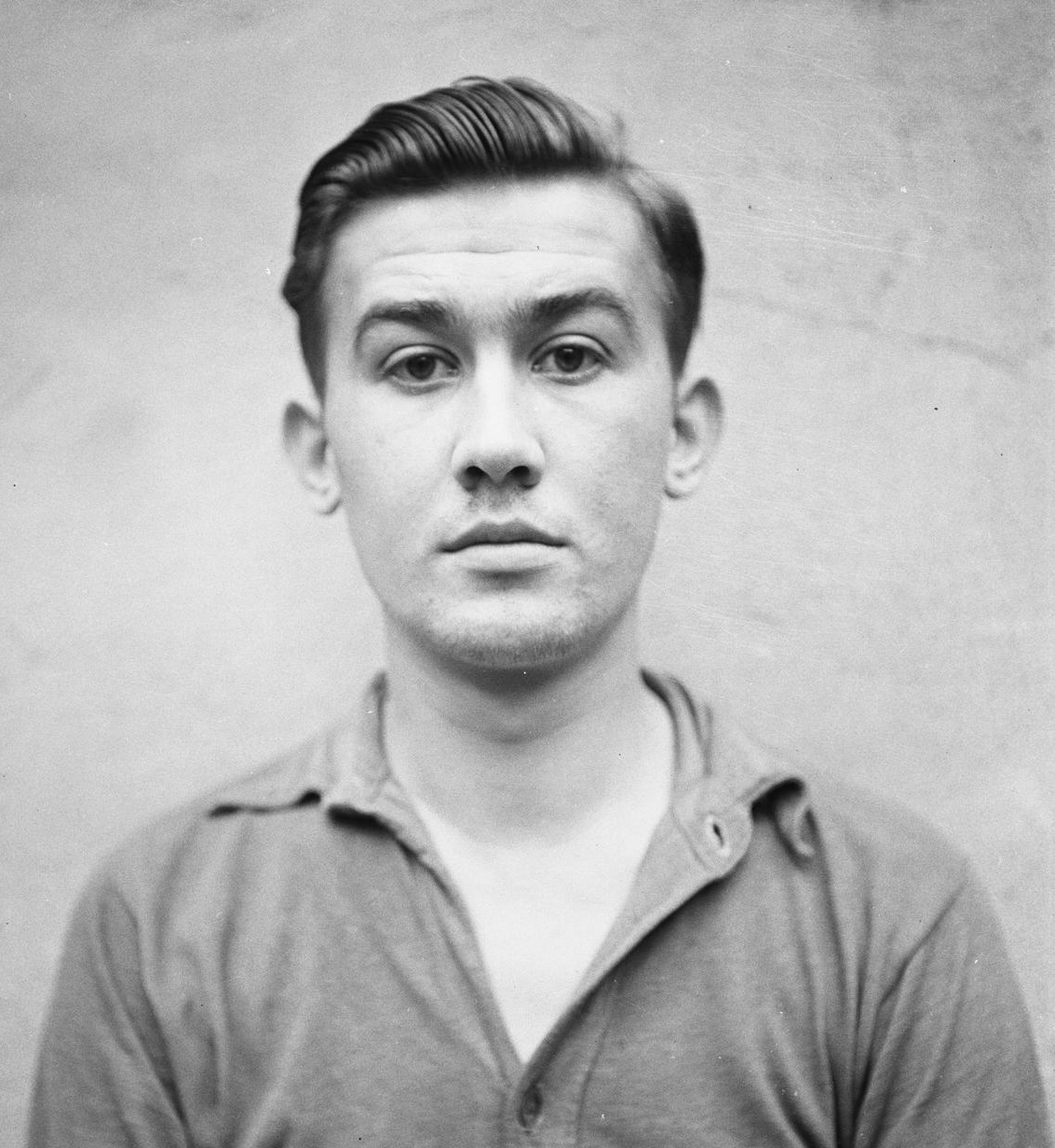
Wilhelm Dörr im August 1945
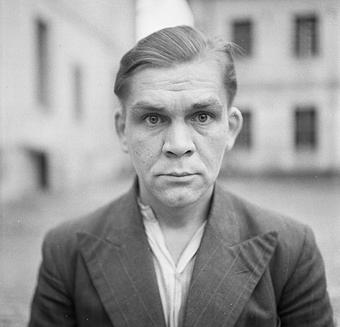
Erich Zoddel im August 1945

## Rechtsgrundlagen
Rechtsbasis der Anklage aller Bergen-Belsen-Prozesse war der „Königliche Auftrag“ (Regulations for the Trial of War Criminals made under Royal Warrant) vom 14. Juni 1945 für britische Militärgerichte. Zurückgegriffen wurde auf das schon zur Tatzeit geltende Völkerrecht, so dass der Rechtsgrundsatz „nullum crimen, nulla poena sine lege“ nicht verletzt war. Verbrechen gegen den Frieden, Verbrechen gegen die Menschlichkeit und Kriegsverbrechen unter Deutschen waren unter dem Royal Warrant nicht strafbar. Der Royal Warrant sah eine gelockerte Beweispflicht vor, so dass der Nachweis der organisatorischen Mitverantwortung an Straftaten für eine Verurteilung ausreichte. Ein Prinzip, das die deutsche Nachkriegsjustiz erst in jüngster Vergangenheit gegen hochbetagte potentielle NS-Täter wiederentdeckte.
Die beiden Hauptpunkte der Anklage betrafen Kriegsverbrechen als Verletzung von Kriegsgesetzen und Kriegsgebräuchen sowie Misshandlungen, die zum Tode von Staatsangehörigen der Alliierten geführt hatten. Differenziert wurde nach individuell nachweisbaren brutalen Übergriffen oder Mord einerseits und der generellen Beteiligung am mörderischen Konzentrationslager-System andererseits. Mitgliedern der SS und der Lager-Wachmannschaft wurde eine gemeinschaftliche Verschwörung („conspiracy“) vorgeworfen, die den Beschuldigten die billigende Teilnahme an einem System von Tötungen, Grausamkeiten und inhumaner Vernachlässigung unterstellte und eine Schuldvermutung implizierte. Bei keinem der Beschuldigten kam es jedoch allein wegen „conspiracy“ zu einer Verurteilung.

## Prozessdurchführung

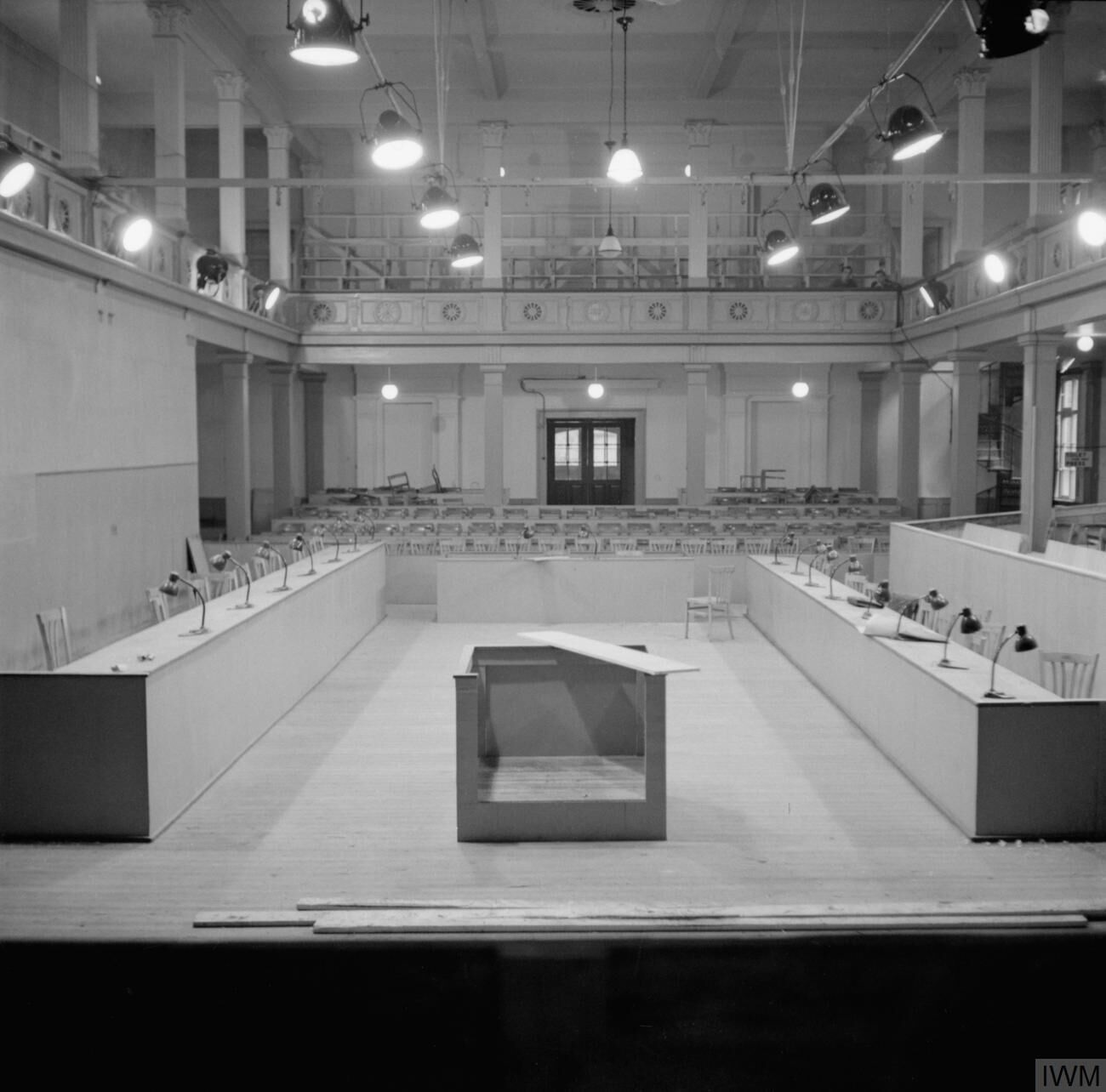
Bergen-Belsen-Prozess: Innenaufnahme des Verhandlungsraums 10 Tage vor Prozessbeginn

Verschiedentlich wurde – auch von britischer Seite – über die brutale Behandlung der SS-Angehörigen berichtet, die im Celler Gefängnis auf ihren Prozess warteten.
Der Prozessablauf gestaltete sich folgendermaßen:
- 1. Zeugenvernehmung durch die Anklagevertretung
- 2. Verlesung der schriftlichen Zeugenaussagen
- 3. Anhörung der Sachverständigen und Zeugen der Verteidigung
- 4. Anhörung der Angeklagten
- 5. Schlussplädoyers der Anklagevertretung und Verteidigung
- 6. Verkündung der Urteile

Zudem wurde auf Anforderung der Anklagevertretung am 20. September 1945 der von britischen Soldaten gedrehte Film über die Befreiung des KZ Bergen-Belsen vorgeführt, der die katastrophalen Zustände und die Massengräber im Lager veranschaulicht.
Als unzureichend und fragwürdig erwies sich die eilige Vorbereitung der Anklage. Keiner der SS-Leute, die am 13. April geflohen waren, wurde gesucht, gefasst und angeklagt, obwohl Häftlinge sofort eine Namensliste zusammengestellt hatten.
Nachdem die Anklage zunächst die kollektive Mitverantwortung und Mitschuld als ausreichenden Strafgrund erachtete, bemühte sie sich dann doch, den einzelnen Angeklagten individuelle Straftaten nachzuweisen. Als Beweismaterial wurden oft „Eidesstattliche Erklärungen“ von Häftlingen vorgelegt, die nicht mehr als Zeugen greifbar waren; andere Zeugen verwickelten sich im Kreuzverhör in Widersprüche oder konnten den angegebenen Täter nicht identifizieren. So wurde der Häftling Oskar Schmitz fälschlich als SS-Mann angeklagt und bekam bis Prozessbeginn keine Gelegenheit, diesen Irrtum aufzuklären.
Da die Gerichtssprache Englisch war, mussten Dolmetscher auf Englisch, Deutsch und Polnisch zwischen dem Gericht und den Angeklagten übersetzen. Dadurch verlängerte sich die ursprünglich auf zwei bis vier Wochen angesetzte Prozessdauer erheblich. Den Vorsitz des Militärgerichtes übernahm Major General Berney-Ficklin, der, wie auch seine beisitzenden Richter – bis auf einen zivilen juristischen Beirat –, während der Verhandlung eine Uniform trug. Die Anklagevertretung setzte sich aus vier britischen Offizieren zusammen. Im Gegensatz zu den 40 deutschen Angeklagten wurden die fünf polnischen Angeklagten von polnischen Verteidigern vertreten.
Den deutschen Angeklagten wurden britische Offiziere – ausnahmslos Juristen – als Offizialverteidiger zugewiesen, die Widersprüchlichkeiten in Orts- und Zeitangaben, Ungenauigkeiten und Unstimmigkeiten bemängelten. Einige Verteidiger wurden als Sympathisanten der faschistischen „British Union“ von Sir Oswald Mosley bezeichnet, weil sie sich antisemitischer Stereotype bedienten: „Bedenken Sie“, wandte sich einer der Verteidiger an den Richter, „dass diese Menschen es mit dem Abschaum der Ghettos von Ost-Europa zu tun hatten.“ Man habe es wohl zunächst einmal mit dem Abschaum der SS zu tun, erwiderte der amtierende Richter.
Von Verteidigern wurde geltend gemacht, die Inhaftierung der Beschuldigten sei nicht Rechtens gewesen: im „Waffenstillstandabkommen“ für die kampflose Übergabe sei ein freier Abzug vereinbart worden. Die entsprechende Formulierung war jedoch nur für die Wehrmachtsangehörigen eindeutig. Außerdem – so argumentierten die Ankläger – sei das Abkommen durch die Vernichtung der Lagerregistratur und Schusswaffengebrauch am 15. April verletzt worden. Der Historiker Eberhard Kolb argumentierte in der Rückschau: „Es hätte als eine einzigartige Verhöhnung des Leidens und Sterbens der Zehntausende erscheinen müssen, wenn die Engländer […] das SS-Kommandaturpersonal unbehelligt hätten abziehen lassen...“
Den Richtern wird eine sachliche Verhandlungsführung bescheinigt. Ihre sorgfältige Beweisaufnahme habe die mangelhafte Vorbereitung des Prozesses großenteils ausgleichen können.
Alle Angeklagten plädierten auf „nicht schuldig“.

## Urteil und Wertungen
Die Verkündung der Urteile erfolgte am 17. November 1945. Im Ergebnis wurden 11 Angeklagte zum Tod durch Hängen verurteilt, die schwerer Körperverletzungen an Gefangenen überführt worden waren. Am 11. Dezember wurden die zum Tode Verurteilten, unter großem Sicherheitsaufgebot, von Lüneburg ins Zuchthaus Hameln überstellt. Die Urteile wurden am 13. Dezember 1945 durch Albert Pierrepoint in Hameln vollstreckt. Die Hinrichtung erfolgte mit einem Galgen mit zwei Falltüren. Es wurden immer zwei Verurteilte gleichzeitig gehängt, nur die drei Frauen wurden einzeln hingerichtet. Zudem wurden eine lebenslange und 18 zeitige Haftstrafen verhängt. 15 Angeklagte wurden freigesprochen.
Fast alle Haftstrafen wurden in den folgenden Jahren wegen guter Führung oder aufgrund von Begnadigungen um ein Drittel gekürzt.
Irma Grese schrieb fünf Tage vor ihrer Hinrichtung: „Doch man wird auch nicht den Triumph haben, dass ich mich auch nur einen Finger breit erniedrige.[…] Denn ich erfüllte für mein Vaterland die Pflicht.“ Solche „Suggestion der Rechtschaffenheit“ zeigte sich auch in den Verteidigungsstrategien anderer: Die Unfreiwilligkeit der Dienstaufnahme, die eigene unbedeutende Position, dem unausweichbaren „Befehl von oben“ und dem „Nur-seine-Pflicht“-Tun oder auch das angebliche Bemühen, die Schikanen anderer abzuschwächen. Jörg Friedrich schrieb: „In der Lüneburger Turnhalle zeichnete sich bereits das Muster des NS-Prozesses ab, einer Veranstaltung, zu der mehr oder minder kleine Leute geschleppt werden, die sich unterdessen flugs in Opfer verwandelt haben: Opfer der Zeit, Opfer ihrer Befehlsgeber und, wie jedermann ersichtlich, Opfer ihrer weit überforderten Moral.“
Eberhard Kolb wertet den Prozess trotz einiger auch von ihm aufgezeigter Mängel als fair: „Man muss sich in die Atmosphäre des Jahres 1945 zurückversetzen und die aufgebrachte öffentliche Meinung der Siegerstaaten, die ein summarisches Verfahren und kategorische Schuldsprüche verlangte, um voll würdigen zu können, mit welch vorbildlicher verfahrensmäßiger Fairness der Belsen-Prozess durchgeführt wurde; schon allein die lange Dauer des Prozesses – in den alliierten Ländern immer wieder heftig kritisiert – und die am Schluss des Prozesses gefällten Urteile – in den alliierten Ländern ebenfalls zum Teil scharf kritisiert – sind ein Beweis dafür, dass das Urteil nicht bereits vor Beginn des Prozesses feststand und dass die Beweisaufnahme nicht eine bloße Farce darstellte.“

## Die 45 Urteile im Einzelnen
| Angeklagter          | Funktion                                                     | Rang                       | Anklagepunkte: Belsen (B) – Auschwitz (A) | Urteil |
| -------------------- | ------------------------------------------------------------ | -------------------------- | ----------------------------------------- | --- |
| Josef Kramer         | Lagerkommandant                                              | SS-Hauptsturmführer        | A + B                                     | Todesurteil, hingerichtet                                                                                      |
| Franz Hößler         | stellvertretender Lagerkommandant                            | SS-Obersturmführer         | A + B                                     | Todesurteil, hingerichtet                                                                                      |
| Fritz Klein          | Lagerarzt                                                    | SS-Hauptsturmführer        | A + B                                     | Todesurteil, hingerichtet                                                                                      |
| Peter Weingärtner    | Blockführer                                                  | SS-Hauptscharführer        | A + B                                     | Todesurteil, hingerichtet                                                                                      |
| Karl Francioh        | Leiter der Lagerküche                                        | SS-Rottenführer            | B                                         | Todesurteil, hingerichtet                                                                                      |
| Ansgar Pichen        | Leitende Funktion Lagerküche                                 | SS-Mann                    | B                                         | Todesurteil, hingerichtet                                                                                      |
| Franz Stärfl         | unbekannt                                                    | SS-Hauptscharführer        | B                                         | Todesurteil, hingerichtet                                                                                      |
| Wilhelm Dörr         | unbekannt                                                    | SS-Oberscharführer         | B                                         | Todesurteil, hingerichtet                                                                                      |
| Irma Grese           | Arbeitsdienstführerin und Rapportführerin                    | SS-Oberaufseherin          | A + B                                     | Todesurteil, hingerichtet                                                                                      |
| Elisabeth Volkenrath | Oberaufseherin                                               | SS-Oberaufseherin          | A + B                                     | Todesurteil, hingerichtet                                                                                      |
| Johanna Bormann      | Arbeitskommando Schweinestall                                | SS-Aufseherin              | A + B                                     | Todesurteil, hingerichtet                                                                                      |
| Erich Zoddel         | Funktionshäftling                                            | Lagerältester              | B                                         | Lebenslänglich, in einem anderen Verfahren im August 1945 von einem Militärgericht verurteilt und hingerichtet |
| Wladislaw Ostrowski  | Funktionshäftling                                            | Kapo                       | B                                         | 15 Jahre Haftstrafe – Entlassung 1955                                                                          |
| Helena Kopper        | Funktionshäftling                                            | Blockälteste               | B                                         | 15 Jahre Haftstrafe – Entlassung 1952                                                                          |
| Otto Kulessa         | Blockführer                                                  | SS-Scharführer             | B                                         | 15 Jahre Haftstrafe – Entlassung 1955                                                                          |
| Heinrich Schreirer   | Blockführer Politische Abteilung                             | SS-Oberscharführer         | A + B                                     | 15 Jahre Haftstrafe – Entlassung 1950                                                                          |
| Hertha Ehlert        | Häftlingsbekleidungskammer – stellvertretende Oberaufseherin | SS-Aufseherin              | A + B                                     | 15 Jahre Haftstrafe – Entlassung 1953                                                                          |
| Hilde Lohbauer       | Funktionshäftling                                            | Kapo                       | A + B                                     | 10 Jahre Haftstrafe – Entlassung 1950                                                                          |
| Antoni Aurdzig       | Funktionshäftling                                            | Blockältester              | B                                         | 10 Jahre Haftstrafe – Entlassung 1952                                                                          |
| Johanne Roth         | Funktionshäftling                                            | Kapo Stubenälteste         | B                                         | 10 Jahre Haftstrafe – Entlassung 1950                                                                          |
| Stanislawa Staroska  | Funktionshäftling                                            | Kapo                       | A                                         | 10 Jahre Haftstrafe – Selbstmord in der Haft 1946                                                              |
| Ilse Forster         | Küchenpersonal                                               | SS-Aufseherin              | B                                         | 10 Jahre Haftstrafe – Entlassung 1951                                                                          |
| Hertha Bothe         | Waldkommando                                                 | SS-Aufseherin              | B                                         | 10 Jahre Haftstrafe – Entlassung 1951                                                                          |
| Irene Haschke        | Küchenpersonal                                               | SS-Aufseherin              | B                                         | 10 Jahre Haftstrafe – Entlassung 1951                                                                          |
| Gertrud Sauer        | unterschiedliche Tätigkeiten                                 | SS-Aufseherin              | B                                         | 10 Jahre Haftstrafe – Entlassung 1951                                                                          |
| Anna Hempel          | Küchenpersonal                                               | SS-Aufseherin              | B                                         | 10 Jahre Haftstrafe – Entlassung 1951                                                                          |
| Gertrud Fiest        | Aufseherin im Frauenlager (Abschnitt 2)                      | SS-Aufseherin              | B                                         | 5 Jahre Haftstrafe – Entlassung 1949                                                                           |
| Medislaw Burgraf     | Funktionshäftling                                            | Blockältester Stubendienst | B                                         | 5 Jahre Haftstrafe – Entlassung 1949                                                                           |
| Frieda Walter        | Küchenpersonal                                               | SS-Aufseherin              | B                                         | 3 Jahre Haftstrafe – Entlassung 1948                                                                           |
| Hilda Lisiewitz      | unterschiedliche Aufgaben                                    | SS-Aufseherin              | B                                         | 1 Jahr Haftstrafe – Entlassung 1946                                                                            |
| Georg Kraft          | Lagerführer und Koch                                         | SS-Unterscharführer        | A + B                                     | Freispruch |
| Josef Klippel        | Leitende Funktion Lagerküche                                 | SS-Sturmbannführer         | B                                         | Freispruch |
| Fritz Mathes         | Küchenpersonal                                               | SS-Hauptscharführer        | B                                         | Freispruch |
| Karl Egersdörfer     | Lebensmittellager                                            | SS-Unterscharführer        | B                                         | Freispruch |
| Ilse Lothe           | Funktionshäftling                                            | Kapo                       | B                                         | Freispruch |
| Oskar Schmitz        | Funktionshäftling                                            | Lagerältester Lager 2      | B                                         | Freispruch |
| Ignatz Schlomowicz   | Funktionshäftling                                            | Blockältester              | B                                         | Freispruch |
| Anton Polanski       | Funktionshäftling                                            | Häftlingsarzt              | B                                         | Freispruch |
| Walter Otto          | Lagerelektriker                                              | SS-Oberscharführer         | B                                         | Freispruch |
| Erich Barsch         | Sanitätsdienstgrad                                           | SS-Unterscharführer        | B                                         | Freispruch |
| Ida Forster          | Küchenpersonal                                               | SS-Aufseherin              | B                                         | Freispruch |
| Klara Opitz          | Küchenpersonal                                               | SS-Aufseherin              | B                                         | Freispruch |
| Charlotte Klein      | u. a. Küchenpersonal                                         | SS-Aufseherin              | B                                         | Freispruch |
| Hildegard Hahnel     | unterschiedliche Tätigkeiten                                 | SS-Aufseherin              | B                                         | Freispruch |
| Ladislaw Gura        | SS-Rottenführer unter Arrest                                 | Kapo                       | B                                         | Freispruch – während des Prozesses erkrankt                                                                    |

## Der zweite Bergen-Belsen-Prozess
Vor einem britischen Militärgericht wurde in einem zweiten „Bergen-Belsen-Prozess“ vom 16. bis zum 30. Mai 1946 in Celle gegen neun Personen verhandelt. Dieser in der deutschen Öffentlichkeit kaum wahrgenommene Nachfolgeprozess unterschied sich von den anderen Kriegsverbrecherprozessen, die von der britischen Militärgerichtsbarkeit durchgeführt wurden, da gegen die einzelnen Angeklagten nacheinander verhandelt wurde, so dass in der Regel die Verfahren nur ein oder zwei Tage andauerten. Den Vorsitz des Militärgerichtes übernahm Major Glendinning, dem drei britische Militärs (Major Tabaschnik, Major Clarke, Captain Baker) und der polnische Lieutenant Szwedzicki beigeordnet waren.
Dieser Prozess war ursprünglich für 22 Beschuldigte geplant, die sich im Vorjahr noch nicht im britischen Gewahrsam befunden hatten oder die aus Krankheitsgründen noch nicht verhandlungsfähig waren. Da die meisten schwerwiegenden Straftaten in anderen Besatzungszonen begangen und besser dort abgeurteilt werden sollten, wurde schließlich nur gegen zehn Personen Anklage erhoben, von denen einer wegen einer Personenverwechslung ausschied. Es standen dabei auch SS-Leute vor Gericht, die sich nur wenige Tage in Bergen-Belsen aufgehalten hatten, da sie als Transportleiter mit „Evakuierungszügen“ von Außenlagern des KZ Neuengamme ins Lager gekommen waren.
Vier der Angeklagten wurden zum Tode verurteilt und gegen fünf Angeklagte wurde eine zeitige Haftstrafe verhängt. Unter den zum Tode verurteilten Angeklagten befand sich Walter Quakernack, der 1941 im KZ Auschwitz an der ersten Vergasung sowjetischer Kriegsgefangener mitgewirkt hatte. Zum Tode verurteilt wurde auch Karl Heinrich Reddehase, der das Außenlager Hambühren-Waldeslust geführt hatte. Für Blockführer Heinz Heidemann setzte sich mit einem Gnadengesuch nahezu die gesamte Einwohnerschaft seines Heimatdorfes ein. Der polnische Kapo Kasimir Cegielski konnte erst 1946 in Amsterdam gefasst werden. Wegen Misshandlungen von Häftlingen, teilweise mit Todesfolge, wurde gegen ihn vor einem britischen Militärgericht in Lüneburg nachverhandelt. Nach fünftägigem Prozess wurde er am 18. Juni 1946 zum Tode verurteilt.
Die Todesurteile wurden am 11. Oktober 1946 im Gefängnis in Hameln durch Hängen vollstreckt. Wie auch schon im ersten Bergen-Belsen-Prozess nahm der Henker von England, Albert Pierrepoint, die Hinrichtungen vor. Die verhängten Zeitstrafen wurden später um die Hälfte oder gar zwei Drittel gekürzt.

## Die neun Urteile im Einzelnen
| Angeklagter             | Funktion                               | Rang                | Urteil                                                                     |
| ----------------------- | -------------------------------------- | ------------------- | -------------------------------------------------------------------------- |
| Heinz Lüder Heidemann   | Blockführer                            | SS-Rottenführer     | Todesurteil, hingerichtet                                                  |
| Walter Quakernack       | Lagerführer Außenlager Hannover-Linden | SS-Oberscharführer  | Todesurteil, hingerichtet                                                  |
| Karl Heinrich Reddehase | Blockführer                            | SS-Sturmscharführer | Todesurteil, hingerichtet                                                  |
| Kasimir Cegielski       | Kapo                                   | Funktionshäftling   | Todesurteil, hingerichtet                                                  |
| Theodor Wagner          |                                        | SS-Oberscharführer  | 20 Jahre Haftstrafe, Entlassung 1954                                       |
| Karl Schmitt            | Blockführer                            | SS-Rottenführer     | 15 Jahre Haftstrafe, Entlassung 1951                                       |
| Gertrud Heise           |                                        | SS-Oberaufseherin   | 15 Jahre Haftstrafe, nach Revision im August 1946: sieben Jahre Haftstrafe |
| Martha Linke            |                                        | SS-Aufseherin       | 12 Jahre Haftstrafe, nach Revision im August 1946: sieben Jahre Haftstrafe |
| Anneliese Kohlmann      | Aufseherin im KZ Neuengamme            | SS-Aufseherin       | 2 Jahre Haftstrafe – Entlassung 1946                                       |

## Der dritte Bergen-Belsen-Prozess
Ein dritter „Bergen-Belsen-Prozess“ fand vom 14. bis zum 16. April 1948 im Hamburger Curiohaus statt; er wird daher auch als einer der Curiohaus-Prozesse geführt. Einziger Angeklagter war der Kommandeur der Wachkompanie in Bergen-Belsen, Julius Kurt Meyer. Im Unterschied zu den vorangegangenen Verfahren war ein ziviler deutscher Rechtsanwalt als Verteidiger zugelassen.
Meyer wurde vorgeworfen, an Misshandlungen alliierter Häftlinge mitgewirkt und am Tode einer Polin ursächlich beteiligt gewesen zu sein. Meyer bestritt diesen Vorwurf mit der zutreffenden Begründung, als Führer der Wachkompanie habe er keinen freien Zugang innerhalb des Lagers gehabt. Obwohl die Zeugenaussagen nicht übereinstimmten und die Verteidigung auf eine mögliche Personenverwechslung hinwies, wurde Meyer zu einer lebenslangen Haftstrafe verurteilt.
Auch in diesem Prozess hatten sich zahlreiche Menschen für den angeklagten SS-Mann eingesetzt, der „ein netter Mensch“ und vor dem Krieg „schon gegen Hitler“ gewesen sei. – Meyer wurde im Dezember 1954 aus der Haft entlassen.

## Folgeprozesse
Nach dem Muster dieses Prozesses führten die Briten insgesamt 314 Prozesse gegen 989 deutsche Staatsangehörige, die zwischen 1939 und 1945 bei Kriegsverbrechen mitgewirkt hatten, durch. 43 weitere Prozesse betrafen italienische und österreichische Staatsangehörige. Sie verhandelten Verbrechen gegen alliierte Zivilisten und alliierte Militärpersonen, einschließlich KZ-Häftlingen. Sie betrafen daher oft Lagerpersonal größerer und kleinerer NS-Arbeits- und Vernichtungslager. Einbezogen waren auch Verbrechen gegen Zivilisten, die als Zwangsarbeiter verschleppt oder zur Vergeltung für Partisanenaktionen ermordet worden waren.
Der letzte britische Prozess gegen einen NS-Verbrecher richtete sich gegen Generalfeldmarschall Erich von Manstein und dauerte vom 23. August bis 19. Dezember 1949.